# Bancos Externos
Bancos Externos (en inglés: Outer Banks) es una cadena de islas que cubre la mitad de la costa de Carolina del Norte (Estados Unidos). Las islas separan el Currituck Sound, el Albemarle Sound, y el Pamlico Sound del océano Atlántico. 
El primer vuelo de los hermanos Wright en un vehículo más pesado del aire ocurrió en los Bancos Externos el 17 de diciembre de 1903 en Kill Devil Hills, cerca del municipio de Kitty Hawk. El Monumento Nacional de los Hermanos Wright conmemora los vuelos históricos.
La Colonia de Roanoke fue la primera colonia inglesa en América. La colonia fue fundada en 1587 por Walter Raleigh pero se convirtió en una leyenda cuando los 117 colonos desaparecieron misteriosamente. La obra de teatro La Colonia Perdida fue escrita para conmemorar la historia de los colonos y sigue siendo una parte muy importante de la cultura de los Bancos Externos. 
A causa de las corrientes muy peligrosas y la alta cantidad de naufragios que han ocurrido allí, los Outer Banks son conocidos también como el Cementerio del Atlántico. El Museo del Cementerio del Atlántico está ubicado en Hatteras Village.

## Comunidades
Pueblos y comunidades incluyen :

### Isla Bodie
- Carova Beach
- Corolla
- Duck
- Southern Shores
- Kitty Hawk
- Kill Devil Hills
- Nags Head

### Isla Roanoke
- Manteo
- Wanchese

### Isla Hatteras
- Rodanthe
- Waves
- Salvo
- Avon
- Buxton
- Frisco
- Hatteras

### Isla Ocracoke
- Ocracoke

### Costa Nacional del Cabo Lookout
- Portsmouth Island (Despoblado)
- Core Banks (Despoblado)
- Shackleford Banks (Despoblado)

## Parques
- Cabo Hatteras Parque Marítimo Nacional
- Cabo Lookout Parque Marítimo Nacional
- Parque Currituck
- Fortaleza Raleigh Sitio Histórico Nacional
- Jockey's Ridge Parque Estadal
- Hermanos Wright Monumento Nacional
- Fortaleza Macon Parque Estadal

## Galería

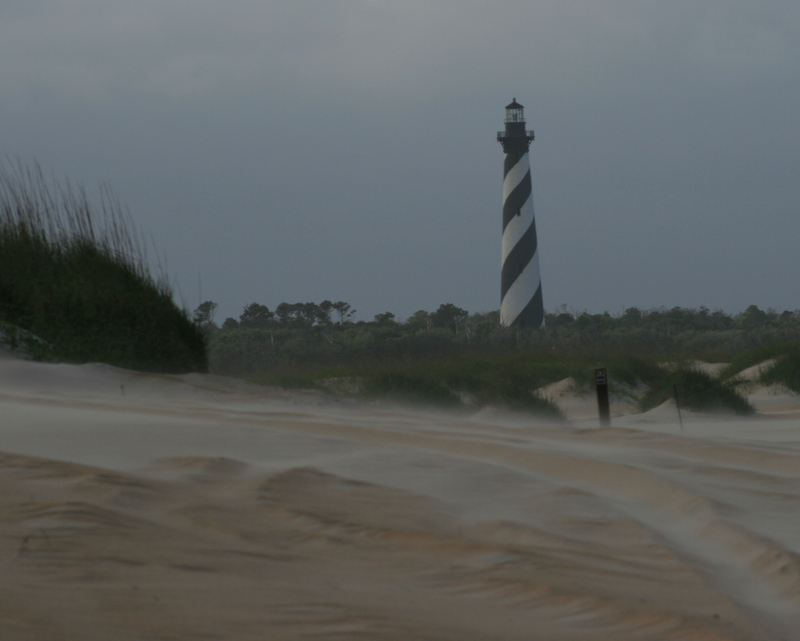
El faro del cabo Hatteras (junio de 2007).
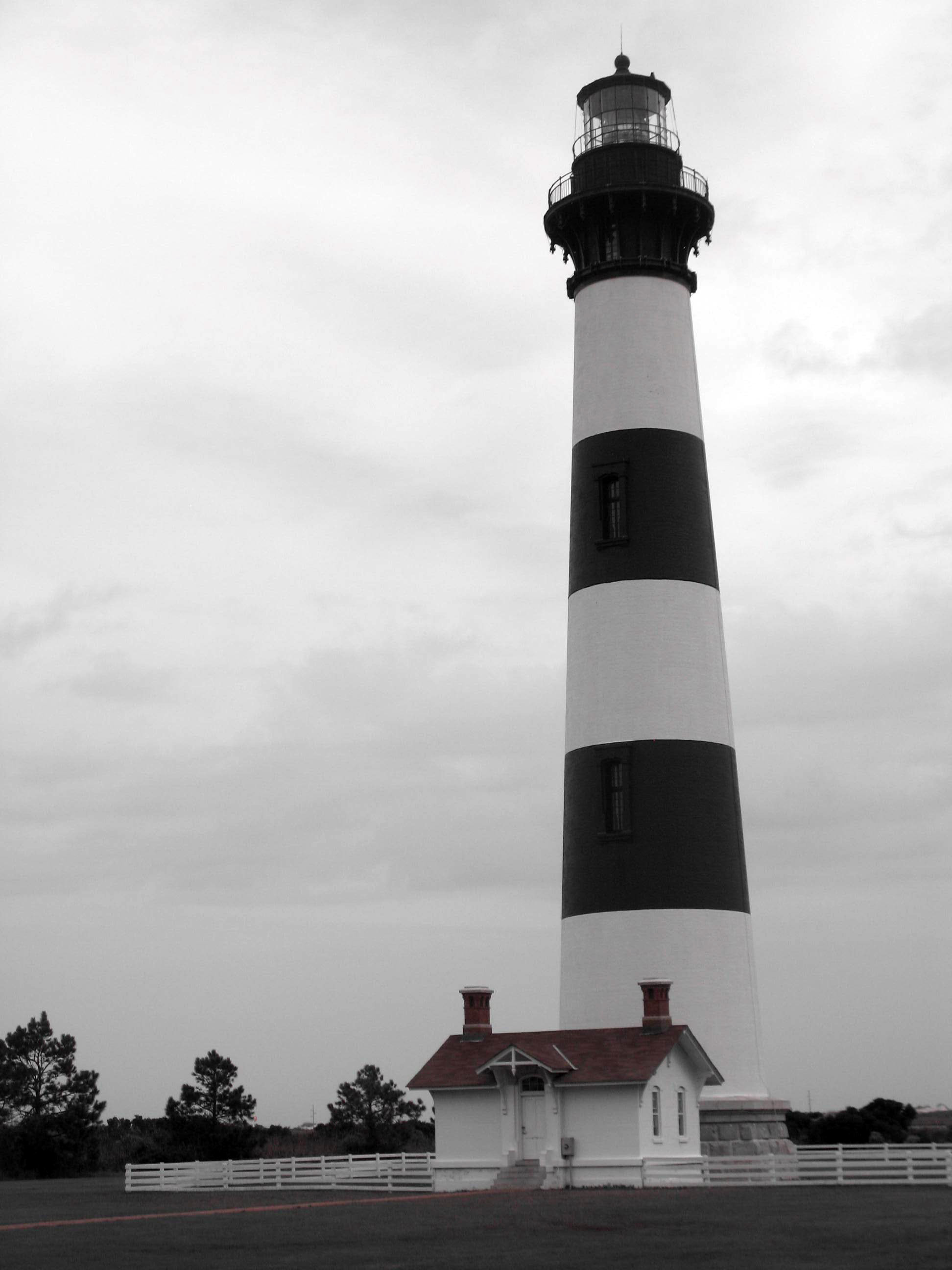
El faro de la isla Bodie (octubre de 2008).
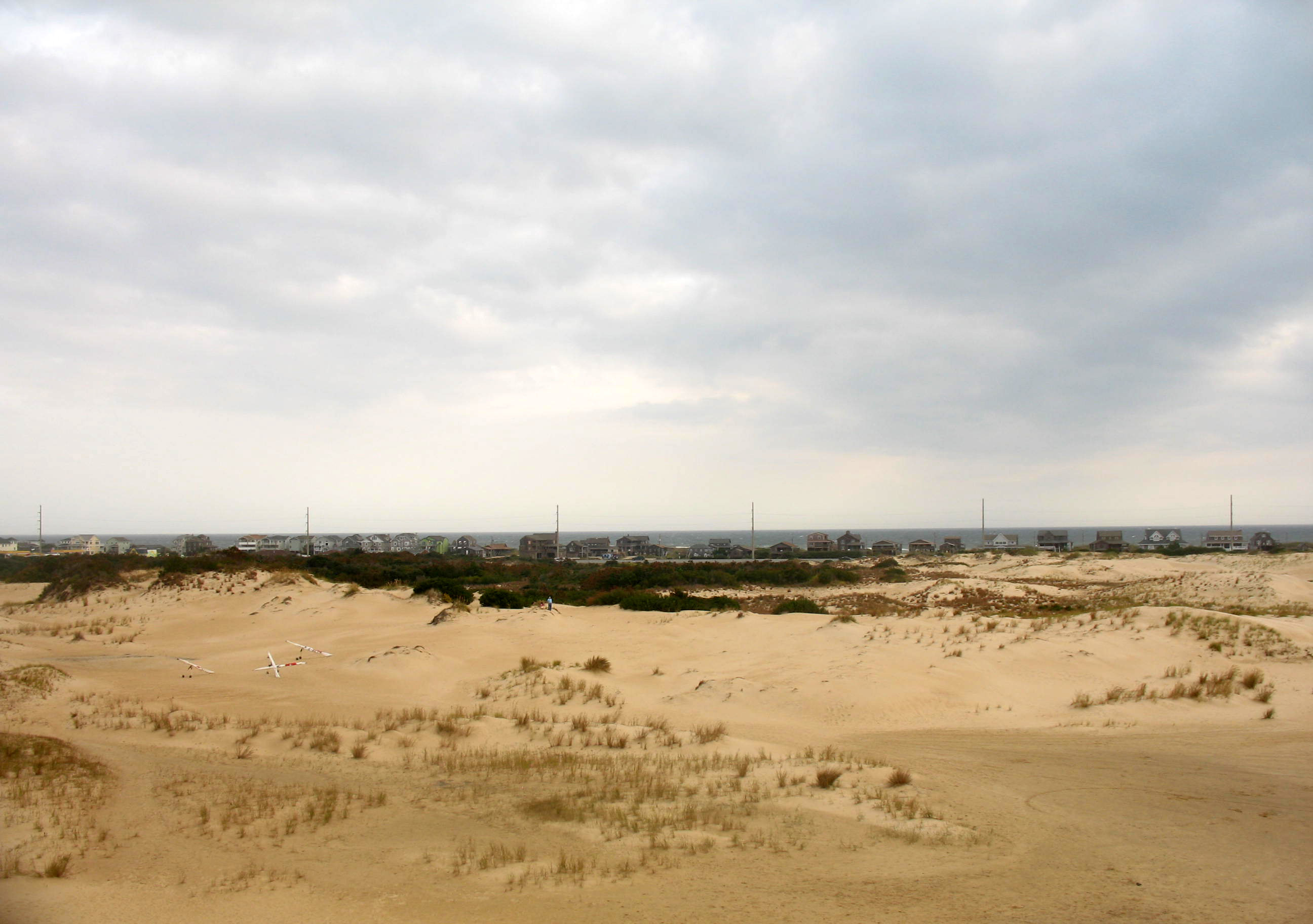
Jockey's Ridge Parque Estadal
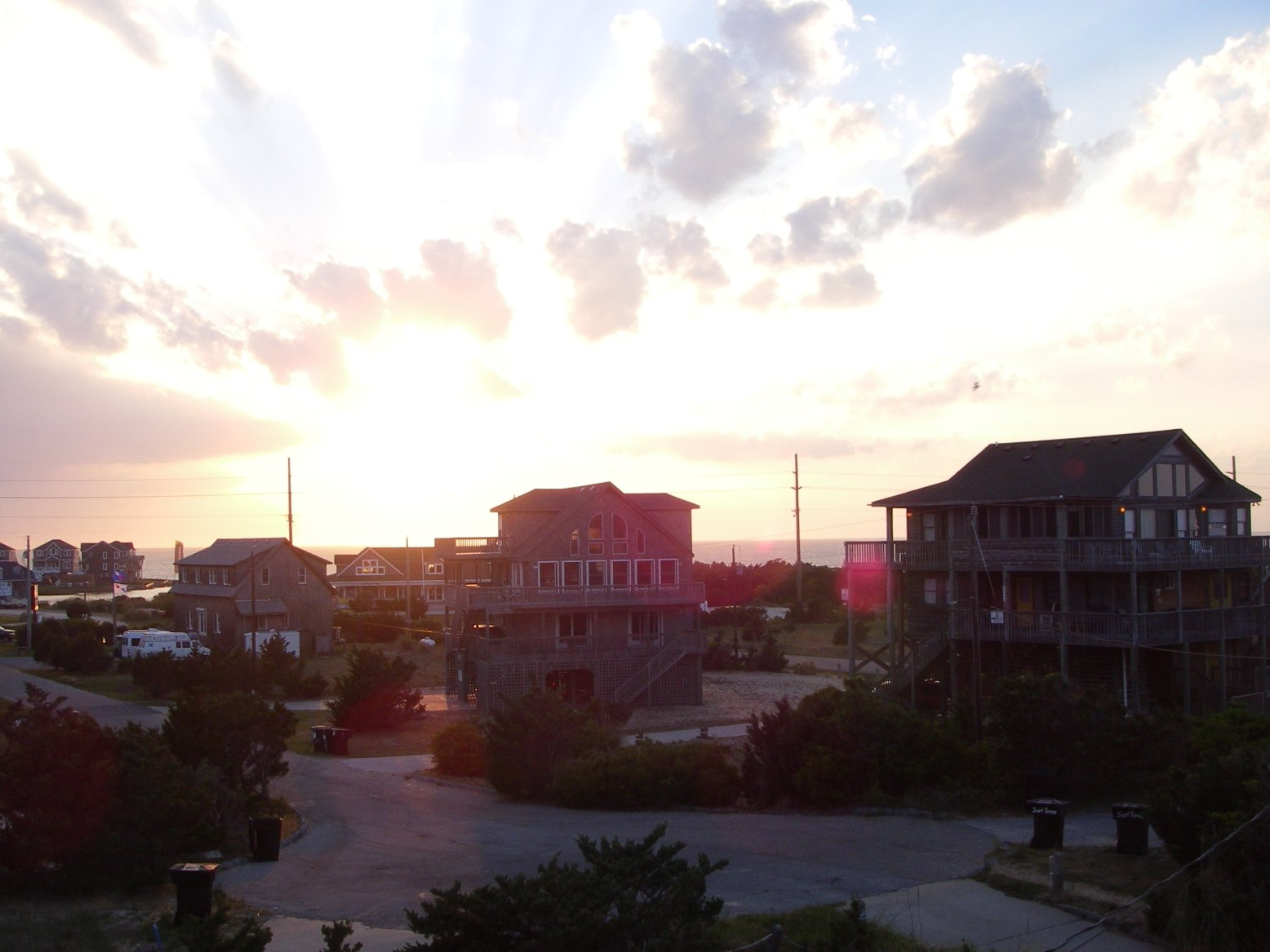
Avon